# San Joaquin County
San Joaquin County je okres ve státě Kalifornie v USA. K roku 2010 zde žilo 685 306 obyvatel. Správním městem okresu je Stockton. Celková rozloha okresu činí 3 694 km².

## Sousední okresy
| Růžice kompasu |                                      | Sacramento County  | Amador County     | Růžice kompasu |
| Růžice kompasu | Contra Costa County a Alameda County | Sever              | Calaveras County  | Růžice kompasu |
| Růžice kompasu | Contra Costa County a Alameda County | San Joaquin County | Calaveras County  | Růžice kompasu |
| Růžice kompasu | Contra Costa County a Alameda County | Jih                | Calaveras County  | Růžice kompasu |
| Růžice kompasu | Santa Clara County                   | Stanislaus County  | Stanislaus County | Růžice kompasu |